# Confess
I Confess sono un gruppo musicale nu metal iraniano. Sono noti per aver affrontato processi per la loro musica in Iran, in cui esprimevano opinioni antireligiose e antigovernative. La band, all'epoca un duo, ricevette pene detentive per un totale di 14,5 anni.

## Storia

### 2010-2014: Nascita della band e primo album
I Confess sono stati formati nel 2010 da Nikan Khosravi, a cui si è poi unito Arash Ilkhani. Definiscono la loro musica come groove, nu metal, NWOAHM e thrash. Le loro principali influenze includono Lamb of God, Slayer, Slipknot, Trivium, DevilDriver e Chimaira.
Nel 2012 realizzano la loro primo album clandestino con il titolo di Beginning of Dominion.

### 2015-2017: La prigione e le accuse di blasfemia
Il loro secondo album del 2015 era intitolato In Pursuit of Dreams che includeva brani intitolati "Teh-Hell-Ran" e "I'm Your God Now", parole considerate blasfeme dali'intransigente governo islamico dell'Iran. Fu proprio in seguito a questo che Khosravi e Ilkhani furono arrestati il 10 novembre 2015 e tenuti in isolamento detentivo. A quel tempo, rischiavano potenzialmente l'esecuzione capitale per le accuse di blasfemia, propaganda contro lo stato, formazione e gestione di una band e un'etichetta discografica illegale "nello stile satanico metal e rock", aver scritto testi antireligiosi, atei, politici e anarchici e per aver conceduto interviste con stazioni radio straniere "proibite".
Nel 2017 i due riuscirono a pagare la cauzione di $ 30.000 e fuggire dall'Iran per andare in esilio il Norvegia, dove chiesero asilo politico.
Il 9 luglio 2019, il Tribunale rivoluzionario islamico di Teheran ha condannato Khosravi e Ilkhani a un totale di 14 anni e mezzo di carcere per il reato di suonare heavy metal. Khosravi è stato condannato anche a 74 frustate

### 2018-in poi: Il periodo norvegese
Il duo in esilio in Norvegia ha continuato a fare musica, ampliando anche la band con i due musicisti locali, Erling Malm e Roger Tunheim Jakobsen. Nel novembre 2019, hanno pubblicato i singoli Evin, dal nome della prigione dove sono stati detenuti e poi Army of Pigs!. In questi anni la band progetta e scrive l'album successivo intitolato Revenge at All Costs, che uscirà solo con l'affievolirsi della pandemia di COVID-19, il 21 gennaio 2022 per la polacca Rexius Records.

## Discografia

### Album
- 2012 - Beginning of Dominion
- 2015 - In Pursuit of Dreams (2015)
- 2022 - Revenge at All Costs (2022)

### EP
- 2014 - Back to My Future (2014)

### Singles
- 2012 - "Encase Your Gun" (2012)
- 2012 - "Painted of Pain" (2012)
- 2013 - "Edge of Mind" (2013)
- 2018 - "Phoenix Rises" (2018)
- 2019 - "Evin" (2019)
- 2019 - "Army of Pigs!" (2019)
- 2020 - "Evin (live)" (2020)
- 2020 - "Eat What You Kill" (2020)
- 2021 - "Megalodon" (2021)
- 2021 - "Ransom Note" (2021)